# Linggajati (Arahan)
Linggajati is een bestuurslaag in het regentschap Indramayu van de provincie West-Java, Indonesië. Linggajati telt 2540 inwoners (volkstelling 2010).